# Нототенієвидні
Нототенієвидні (Notothenioidei) — підряд риб, що належать до окунеподібних.
Вони є значною мірою ендеміками, що домінують таксонами риб в холодних водах континентального шельфу, що оточуює Антарктиду. Підряд за різними оцінками охоплює від 122 до 165 видів у 8 родинах і близько 43—48 родах.. Хоча Південний океан відносно добре вивчений, нові види нототенієвидних досі описується.
Більшість живуть у морській воді температурою від −2 ° C до 4 ° C, але деякі види живуть в приполярних водах, які можуть бути як теплим, близько 10 ° C навколо Нової Зеландії та Південної Америки. Нототенієвидні мають діапазон глибини близько 1500 м.
Всі нототенієвидні не мають плавального міхура і більшість видів, відповідно, донні.
Нототенієвидні' розвинули різні цікаві фізіологічні та біохімічні пристосування, які дозволили вижити в холодних водах Південного океану. Багато нототенієвидних риби здатні вижити в крижаних водах Південного океану через присутність антифризу глікопротеїну в крові і рідинах організму. У той час як більшість тварин мають до 45% гемоглобіну в крові, нототенії родини Channichthyidae мати тільки 1%. Вони виживають через високий вміст кисню у холодних водах Південного океану і частково тому, що кисень поглинається і поширюється безпосередньо у плазмі. Ці риби повинні витрачати вдвічі більше енергії серцевого викиду в секунду, ніж нототенієвидні з вищою концентрацією гемоглобіну. При низькій температурі, розчинність кисню значно збільшується.

## Класифікація
Видовий склад за Істманом і Ікіном (2000):
- Родина Щокорогові (Bovichtidae)
  - Рід Bovichtus (9 видів, один неантарктичний)
  - Рід Cottoperca (1 вид неантарктичний)
- Родина Pseudaphritidae
  - Рід Pseudaphritis (1 вид неантарктичний)
- Родина Eleginopidae
  - Рід Eleginops (1 вид неантарктичний)
- Родина Нототенієві (Nototheniidae)
  - Рід Aethotaxis (1 вид)
  - Рід Cryothenia (2 види)
  - Рід Dissostichus (2 види)
  - Рід Gobionotothen (4 види)
  - Рід Gvozdarus (1 вид)
  - Рід Lepidonotothen (6 видів, 1 неантарктичний)
  - Рід Notothenia (5-7 видів, 2-3 неантарктичний)
  - Рід Pagothenia (2 види)
  - Рід Paranotothenia (2 види)
  - Рід Patagonotothen (14 видів, всі неантарктичні)
  - Рід Pleuragramma (1 вид)
  - Рід Trematomus (11 видів)
- Родина Бородаткові (Harpagiferidae)
  - Рід Harpagifer (6 видів)
- Родина Artedidraconidae
  - Рід Artedidraco (6 видів)
  - Рід Dollodidraco (1 вид)
  - Рід Histiodraco (1 вид)
  - Рід Pogonophryne (22 види)
- Родина Антарктичні плосконоси (Bathydraconidae)
  - Рід Acanthodraco (1 вид)
  - Рід Akarotaxis (1 вид)
  - Рід Bathydraco (5 видів)
  - Рід Cygnodraco (1 вид)
  - Рід Gerlachea (1 вид)
  - Рід Gymnodraco (1 вид)
  - Рід Parachaenichthys (2 види)
  - Рід Prionodraco (1 вид)
  - Рід Psilodraco (1 вид)
  - Рід Racovitzia (1 вид)
  - Рід Vomeridens (1 вид)
- Родина Білокрівкові (Channichthyidae)
  - Рід Chaenocephalus (1 вид)
  - Рід Chaenodraco (1 вид)
  - Рід Champsocephalus (2 види, 1 неантарктичний)
  - Рід Channichthys (9 видів)
  - Рід Chionobathyscus (1 вид)
  - Рід Chionodraco (3 види)
  - Рід Cryodraco (1 вид)
  - Рід Dacodraco (1 вид)
  - Рід Neopagetopsis (1 вид)
  - Рід Pagetopsis (2 види)
  - Рід Pseudochaenichthys (1 вид)